# دوروته برانت
دوروته برانت (انگلیسی: Dorothea Brandt؛ زادهٔ ۵ مارس ۱۹۸۴) ورزشکار ورزش شنا اهل آلمان است.
وی در مسابقات کشوری و بین‌المللی در مجموع برندهٔ ۲ مدال طلا، ۹ مدال نقره و ۶ مدال برنز شده‌است.